# چچوو
چچوو (به لاتین: Czchów) یک شهر و گمینا در لهستان است که در گمینا چخوو واقع شده‌است. چچوو ۱۴٫۰۸ کیلومتر مربع مساحت و ۲٬۲۰۷ نفر جمعیت دارد.